# 4131 Stasik
4131 Stasik eller 1988 DR4 är en asteroid i huvudbältet som upptäcktes den 23 februari 1988 av den amerikanske astronomen Andrew J. Noymer vid Siding Spring-observatoriet. Den är uppkallad efter John S. Stasik.
Asteroiden har en diameter på ungefär 29 kilometer.